# Esgrima nos Jogos Asiáticos de 2022
A esgrima nos Jogos Asiáticos de 2022 foi realizada no Ginásio da Universidade de Hangzhou Dianzi [en], na cidade de Hangzhou, na China, em setembro de 2023.

## Cronograma
| P | Eliminatórias | F | Finais |

| Evento↓/Data →                | 24 Dom | 24 Dom | 25 Seg | 25 Seg | 26 Ter | 26 Ter | 27 Qua | 28 Qui | 29 Sex |
| ----------------------------- | ------ | ------ | ------ | ------ | ------ | ------ | ------ | ------ | ------ |
| Espada individual masculina   |        |        |        |        | P      | F      |        |        |        |
| Espada por equipes masculina  |        |        |        |        |        |        |        |        | F      |
| Florete individual masculino  | P      | F      |        |        |        |        |        |        |        |
| Florete por equipes masculino |        |        |        |        |        |        | F      |        |        |
| Sabre individual masculino    |        |        | P      | F      |        |        |        |        |        |
| Sabre por equipes masculino   |        |        |        |        |        |        |        | F      |        |
| Espada individual feminina    | P      | F      |        |        |        |        |        |        |        |
| Espada por equipes feminina   |        |        |        |        |        |        | F      |        |        |
| Florete individual feminino   |        |        | P      | F      |        |        |        |        |        |
| Florete por equipes feminino  |        |        |        |        |        |        |        | F      |        |
| Sabre individual feminino     |        |        |        |        | P      | F      |        |        |        |
| Sabre por equipes feminino    |        |        |        |        |        |        |        |        | F      |

## Medalhistas

### Masculino
| Event               | Ouro                                                               | Prata                                                                             | Bronze                                                                                        |
| ------------------- | ------------------------------------------------------------------ | --------------------------------------------------------------------------------- | --------------------------------------------------------------------------------------------- |
| Espada individual   | Koki Kano JPN Japão                                                | Akira Komata JPN Japão                                                            | Ho Wai Hang HKG Hong Kong                                                                     |
| Espada individual   | Koki Kano JPN Japão                                                | Akira Komata JPN Japão                                                            | Elmir Alimzhanov KAZ Cazaquistão                                                              |
| Espada por equipes  | Japão (JPN) Koki Kano Masaru Yamada Akira Komata Ryu Matsumoto     | Cazaquistão (KAZ) Elmir Alimzhanov Yerlik Sertay Vadim Sharlaimov Ruslan Kurbanov | Coreia do Sul (KOR) Kweon Young-jun Kim Jae-won Son Tae-jin Ma Se-geon                        |
| Espada por equipes  | Japão (JPN) Koki Kano Masaru Yamada Akira Komata Ryu Matsumoto     | Cazaquistão (KAZ) Elmir Alimzhanov Yerlik Sertay Vadim Sharlaimov Ruslan Kurbanov | Hong Kong (HKG) Ho Wai Hang Lau Ho Fung Fong Hoi Sun Ng Ho Tin                                |
| Florete individual  | Cheung Ka Long HKG Hong Kong                                       | Chen Haiwei CHN China                                                             | Takahiro Shikine JPN Japão                                                                    |
| Florete individual  | Cheung Ka Long HKG Hong Kong                                       | Chen Haiwei CHN China                                                             | Ryan Choi HKG Hong Kong                                                                       |
| Florete por equipes | Coreia do Sul (KOR) Ha Tae-gyu Heo Jun Im Cheol-woo Lee Kwang-hyun | China (CHN) Chen Haiwei Wu Bin Xu Jie Zeng Zhaoran                                | Hong Kong (HKG) Cheung Ka Long Ryan Choi Nicholas Choi Yeung Chi Ka                           |
| Florete por equipes | Coreia do Sul (KOR) Ha Tae-gyu Heo Jun Im Cheol-woo Lee Kwang-hyun | China (CHN) Chen Haiwei Wu Bin Xu Jie Zeng Zhaoran                                | Japão (JPN) Kazuki Iimura Kyosuke Matsuyama Takahiro Shikine Kenta Suzumuro                   |
| Sabre individual    | Oh Sang-uk KOR Coreia do Sul                                       | Gu Bon-gil KOR Coreia do Sul                                                      | Mohammad Rahbari IRI Irã                                                                      |
| Sabre individual    | Oh Sang-uk KOR Coreia do Sul                                       | Gu Bon-gil KOR Coreia do Sul                                                      | Yousiff Al-Shamlan KUW Kuwait                                                                 |
| Sabre por equipes   | Coreia do Sul (KOR) Gu Bon-gil Kim Jung-hwan Kim Jun-ho Oh Sang-uk | China (CHN) Liang Jianhao Lin Xiao Shen Chenpeng Yan Yinghui                      | Irã (IRI) Farzad Baher Ali Pakdaman Mohammad Fotouhi Mohammad Rahbari                         |
| Sabre por equipes   | Coreia do Sul (KOR) Gu Bon-gil Kim Jung-hwan Kim Jun-ho Oh Sang-uk | China (CHN) Liang Jianhao Lin Xiao Shen Chenpeng Yan Yinghui                      | Cazaquistão (KAZ) Zhanat Nabiyev Mukhamedali Rakhmanali Artyom Sarkissyan Nazarbay Sattarkhan |

### Feminino
| Event               | Ouro                                                                                             | Prata                                                                 | Bronze                                                              |
| ------------------- | ------------------------------------------------------------------------------------------------ | --------------------------------------------------------------------- | ------------------------------------------------------------------- |
| Espada individual   | Choi In-jeong KOR Coreia do Sul                                                                  | Song Se-ra KOR Coreia do Sul                                          | Vivian Kong HKG Hong Kong                                           |
| Espada individual   | Choi In-jeong KOR Coreia do Sul                                                                  | Song Se-ra KOR Coreia do Sul                                          | Dilnaz Murzataeva UZB Uzbequistão                                   |
| Espada por equipes  | Coreia do Sul (KOR) Choi In-jeong Kang Young-mi Lee Hye-in Song Se-ra                            | Hong Kong (HKG) Chan Wai Ling Chu Ka Mong Kaylin Hsieh Vivian Kong    | Japão (JPN) Haruna Baba Hana Saito Nozomi Sato Miho Yoshimura       |
| Espada por equipes  | Coreia do Sul (KOR) Choi In-jeong Kang Young-mi Lee Hye-in Song Se-ra                            | Hong Kong (HKG) Chan Wai Ling Chu Ka Mong Kaylin Hsieh Vivian Kong    | China (CHN) Shi Yuexin Sun Yiwen Tang Junyao Xu Nuo                 |
| Florete individual  | Huang Qianqian CHN China                                                                         | Yuka Ueno JPN Japão                                                   | Daphne Chan HKG Hong Kong                                           |
| Florete individual  | Huang Qianqian CHN China                                                                         | Yuka Ueno JPN Japão                                                   | Hong Se-na KOR Coreia do Sul                                        |
| Florete por equipes | China (CHN) Chen Qingyuan Huang Qianqian Wang Yingying Wang Yuting                               | Coreia do Sul (KOR) Chae Song-oh Hong Hyo-jin Hong Se-na Hong Seo-in  | Hong Kong (HKG) Daphne Chan Valerie Cheng Kuan Yu Ching Sophia Wu   |
| Florete por equipes | China (CHN) Chen Qingyuan Huang Qianqian Wang Yingying Wang Yuting                               | Coreia do Sul (KOR) Chae Song-oh Hong Hyo-jin Hong Se-na Hong Seo-in  | Japão (JPN) Sera Azuma Komaki Kikuchi Karin Miyawaki Yuka Ueno      |
| Sabre individual    | Yoon Ji-su KOR Coreia do Sul                                                                     | Shao Yaqi CHN China                                                   | Seri Ozaki JPN Japão                                                |
| Sabre individual    | Yoon Ji-su KOR Coreia do Sul                                                                     | Shao Yaqi CHN China                                                   | Zaynab Dayibekova UZB Uzbequistão                                   |
| Sabre por equipes   | Uzbequistão (UZB) Zaynab Dayibekova Luisa Fernanda Herrera Lara Paola Pliego Gulistan Perdebaeva | Japão (JPN) Misaki Emura Shihomi Fukushima Seri Ozaki Kanae Kobayashi | China (CHN) Yang Hengyu Shao Yaqi Zhang Xinyi Lin Kesi              |
| Sabre por equipes   | Uzbequistão (UZB) Zaynab Dayibekova Luisa Fernanda Herrera Lara Paola Pliego Gulistan Perdebaeva | Japão (JPN) Misaki Emura Shihomi Fukushima Seri Ozaki Kanae Kobayashi | Coreia do Sul (KOR) Hong Hae-un Choi Se-bin Yoon Ji-su Jeon Eun-hye |

## Nações participantes
Um total de 280 atletas de 29 nações competiram na esgrima nos Jogos Asiáticos de 2022:
- BAN Bangladesh (3)
- CAM Camboja (2)
- CHN China (24)
- TPE Taipé Chinês (4)
- HKG Hong Kong (24)
- IND Índia (9)
- INA Indonésia (1)
- IRI Irã (4)
- IRQ Iraque (3)
- JPN Japão (24)
- JOR Jordânia (6)
- KAZ Cazaquistão (16)
- KUW Kuwait (9)
- KGZ Quirguistão (5)
- LBN Líbano (1)
- MAC Macau (7)
- MGL Mongólia (8)
- NEP Nepal (6)
- PAK Paquistão (1)
- PHI Filipinas (6)
- QAT Catar (3)
- KSA Arábia Saudita (12)
- SGP Singapura (16)
- KOR Coreia do Sul (24)
- THA Tailândia (24)
- UAE Emirados Árabes Unidos (8)
- UZB Uzbequistão (20)
- VIE Vietnã (8)
- YEM Iêmen (2)

## Tabela de medalhas
| Pos.               | País                | Ouro | Prata | Bronze | Total |
| ------------------ | ------------------- | ---- | ----- | ------ | ----- |
| 1                  | Coreia do Sul (KOR) | 6    | 3     | 3      | 12    |
| 2                  | China (CHN)         | 2    | 4     | 2      | 8     |
| 3                  | Japão (JPN)         | 2    | 3     | 5      | 10    |
| 4                  | Hong Kong (HKG)     | 1    | 1     | 7      | 9     |
| 5                  | Uzbequistão (UZB)   | 1    | 0     | 2      | 3     |
| 6                  | Cazaquistão (KAZ)   | 0    | 1     | 2      | 3     |
| 7                  | Irã (IRN)           | 0    | 0     | 2      | 2     |
| 8                  | Kuwait (KUW)        | 0    | 0     | 1      | 1     |
| Total (8 entradas) | Total (8 entradas)  | 12   | 12    | 24     | 48    |